# Greatest Flix III
Greatest Flix III is een video-collectie van Queen. Het is uitgebracht op 20 november 1999 en is een mix van Queen-clips en solo-clips. Het is de laatste van de Greatest Flix-serie.

## Tracklist
1. Under Pressure (rah mix)
2. These Are the Days of Our Lives
3. Princes Of The Universe
4. Barcelona (Freddie Mercury & Montserrat Caballé)
5. Too Much Love Will Kill You (Queen 'DoRo' versie) (promo bewerking)
6. Somebody to Love (liveversie met George Michael)
7. The Great Pretender (Freddie Mercury)
8. Heaven for Everyone (David Mallet video)
9. Las Palabras de Amor (The Words Of Love)
10. Let Me Live
11. Living on My Own (Freddie Mercury) (1993 radio remix)
12. You Don't Fool Me
13. Driven By You (Brian May)
14. No-One but You (Only the Good Die Young)
15. The Show Must Go On (liveversie met Elton John)
16. Thank God It's Christmas (titel track)